# カミーユ・ド・ソワイエクール
カミーユ・ド・ソワイエクール（Camille de Soyécourt, 1758年6月25日 - 1849年5月9日）は、フランスのカトリック教会カルメル会修道女。

## 生涯
ソワイエクールはピカルディの裕福な貴族の娘として生まれ、1784年、パリ・ゲレネ通りのカルメル会修道院に入り、「幼いイエスのカミーユ」と名乗る。1789年、フランス革命勃発、修道院は閉鎖され、1793年、革命政府により投獄された。母は獄死、父は処刑されたが幸いにも財産は国外に持ち出されたため、彼女に相続された。恐怖政治は終わり平和が戻ると、1797年、政府に没収されていた男子カルメル会修道院を買い取り、還俗していた修道院仲間と共に移り住んだ。しかしナポレオン・ボナパルト台頭により平服での修道生活を余儀なくされた。
ソワイエクールは財産を修道院復興に使い、1798年から1807年にかけてフランス各地の修道院を再建した。1813年、ナポレオン1世によって監禁されたローマ教皇ピウス7世に援助していたことが発覚し逮捕。厳しい尋問を受けパリから追放され、ギーズに退いた。1814年、ナポレオンが退位させられエルバ島に流されると、ソワイエクールはパリに戻り、数名のカルメル会士と共に修道生活を再開した。しかし1815年、ナポレオンがエルバ島から脱出し「百日天下」を始めると修道院は弾圧、解散させられた。ナポレオン失脚後、ソワイエクールはヴォジラール通りの修道院を再開、1845年、サクス大通りの一地区に移転させた。1849年、帰天。享年91。
1935年、カトリック教会によりソワイエクールの列福調査が開始された。